# Língua rincón
Rincón Zapotec (Northern Villa Alta Zapotec, Nexitzo) é uma língua Ameríndia Zapoteca falada em  Oaxaca, Mexico, por cerca de 41 mil pessoas.
O dialeto Temaxcalapan pode ser distinto o suficiente para ser considerado um idioma separado. O próximo idioma mais próximo é o Choápam Zapotec, com 65% de inteligibilidade.

## Escrita
A língua usa o alfabeto latino sem as letras Q, e Y.

## Fonologia

### Consoantes
|             |             | Bilabial | Alveolar | Palatal | Velar | Glotal |
| ----------- | ----------- | -------- | -------- | ------- | ----- | ------ |
| Plosiva     | surda       | p        | t        |         | k     | ʔ      |
| Plosiva     | sonora      | b        | d        |         | ɡ     | ʔ      |
| Africada    | surda       |          | ts       | tʃ      |       |        |
| Africada    | sonora      |          | dz       | dʒ      |       |        |
| Fricativa   | surda       |          | s        | ʃ       | x     |        |
| Fricativa   | sonora      |          | z        | ʒ       |       |        |
| Nasal       | Nasal       |          | n        |         |       |        |
| Rótica      | Rótica      |          | ɾ        |         |       |        |
| Aproximante | Aproximante |          | l        | j       |       |        |

Sons como /f k ʎ m ɲ r v w/ só ocorrem em palavras emprestadas do espanhol. Uma consoante dupla ll ocorre como um /lː/ geminado em vez de um ll palatalizado do espanhol.

### Vogais
|         | AnteriorFront | Central | Posterior |
| ------- | ------------- | ------- | --------- |
| Fechada | i             | ɨ       | u         |
| Medial  | e             |         | o         |
| Aberta  | æ             | a       |           |